# Sevan (Armenia)
Sevan (in armeno Սևան?) è una città di circa 21 600 abitanti (2007) della provincia di Gegharkunik in Armenia.

## Storia
Fu fondata come villaggio da russi esiliati nel 1842 sulle rive dell'lago omonimo con il nome di Elenovka e mantenne tale nome fino al 1935.